# رایکی
رایکی (به لهستانی:  Rajki) یک روستا در لهستان است که در گمینا بیلسک پودلاسکی واقع شده‌است.